# 北京明城墙遗址公园
39°54′15″N 116°26′08″E / 39.904059°N 116.435485°E

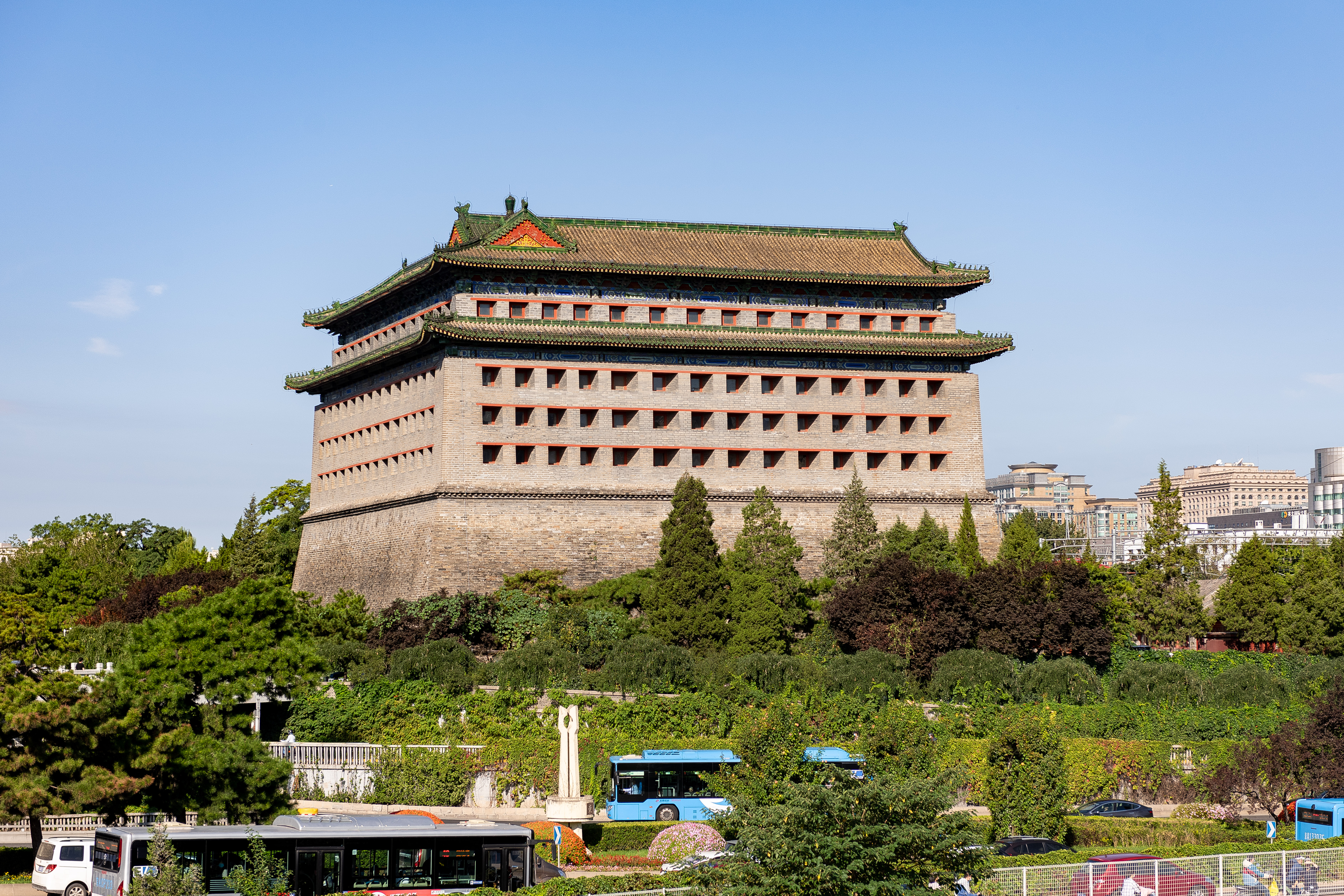
北京内城东南角楼东侧

北京明城墙遗址公园位于北京市东城区中部，是围绕明北京城城墙遗存而建立的公园。

## 简介

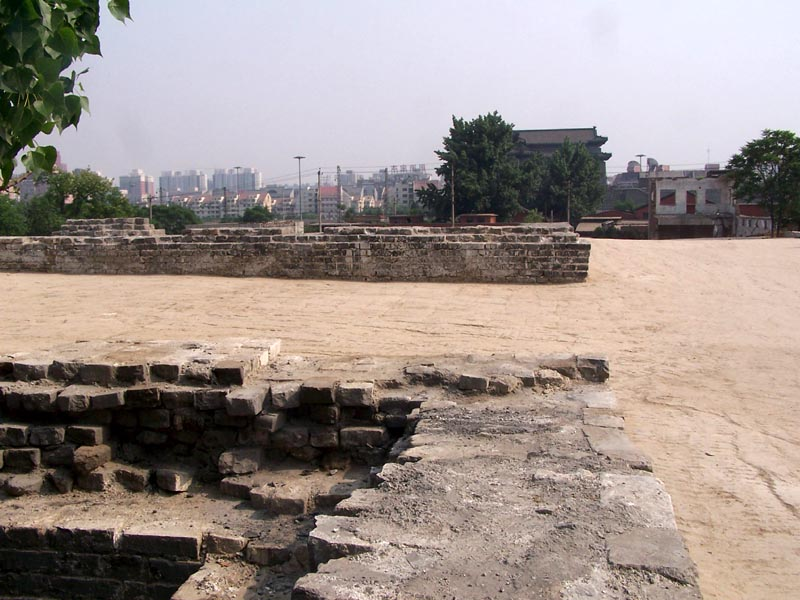
北京内城东城墙南段的敌台遗迹。自北向南拍摄，远处是内城东南角楼

北京明城墙遗址公园位于崇文门东大街以北，西至崇文门旧址东侧，东至北京内城东南角楼，北至北京站东街东口南侧，总面积大约15.5公顷，其中城墙遗址及内城东南角楼占地面积3.3公顷，绿地面积12.2公顷。
现存的城墙遗址全长1.5公里，属于北京内城城墙，始建于明朝嘉靖年间。其中，内城东南角楼是中国仅存的规模最大的城垣转角角楼，始建于明朝正统元年（1436年），1982年被列为第二批全国重点文物保护单位。中华人民共和国后，城墙逐段遭到拆除。内城东南角楼附近城墙因1958年新建北京站而受到严重损毁，仅余地面城墙遗存1300多米。
长期被民房和工棚遮盖的北京站东街至内城东南角楼之间的一段明城墙遗迹，在1996年秋季重见天日。1996年9月，一封致北京市文物局的举报信被转到《北京晚报》科教部，该信是居住在城墙边的居民所写，反映一家外企要在城墙遗址上兴建饭店，并计划拆除北京站东街以南至铁路以北的城墙。当时该饭店建设规划已提交审批。这段城墙长约一里多，北侧民房因城市改造而刚拆除，露出了原先被用作后墙的城墙，城墙顶上杂草丛生，并有铁丝网，城砖上依稀可见“万历”、“嘉靖”的款。

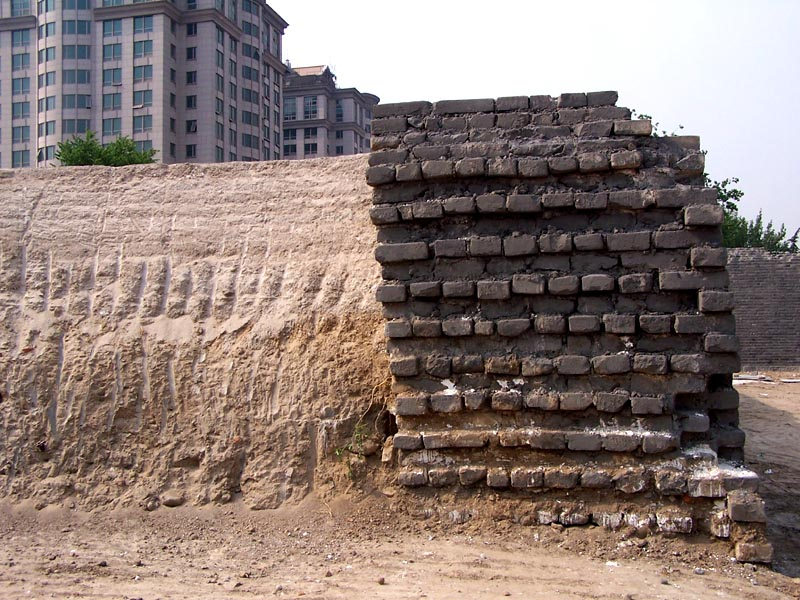
北京内城东城墙南段剖面，可见夯土墙心和外包砖层。此为2005年至2006年整修之后的状态。自南向北拍摄。

1996年9月22日，《北京晚报》头版刊登报道《请留下这段明城墙》，内称“这段明城墙遗迹离东二环很近，如果借这次拆迁之机进行保护开放，建成绿地，北京岂不又多了一处赏心悦目的历史文化街景？”报道刊登后，引发社会各界强烈反响。1996年9月25日，侯仁之、张开济、李准等专家亲赴这段明城墙遗址考察。张开济说，该段明城墙四五百年未动过，此次拆迁应是转机，可用最小造价获得最大效益。10月8日上午，北京市人大常委会副主任陶西平及21位北京市人大代表视察这段明城墙遗址。北京市文物局局长单霁翔称，有关部门已决定全部保留这段城墙，加以抢修并辟为文化场所。《北京晚报》通过连续报道呼吁保留这段明城墙，原准备在城墙遗址上兴建饭店的企业最终表态取消原先的建设计划，并且为修复城墙赞助300万元人民币。

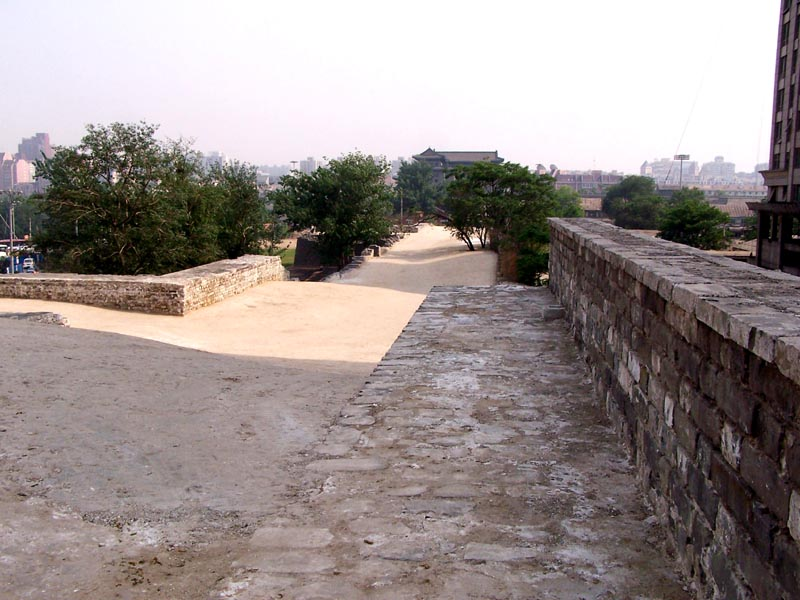
北京内城东城墙南段遗址，自北向南拍摄，远处为内城东南角楼

1996年12月3日，《北京晚报》头版刊登文章，呼吁北京市民“热心公益、保护文物”，同时发起“捐城墙砖”活动。12月9日，北京市文物局局长单霁翔就“爱北京城、捐城墙砖”活动答记者问，刊登在《北京晚报》头版。此次活动号召市民捐砖修复内城东南角楼至北京站东街段城墙，仅从《北京晚报》发出捐城墙砖倡议到12月21日，北京市文物古建公司便收到1.8万块旧城砖以及近千条捐砖线索。《北京晚报》自1996年底至1997年初在显著位置为此次活动刊登近20次报道。此次活动最后共收到明清城砖3.2万块。

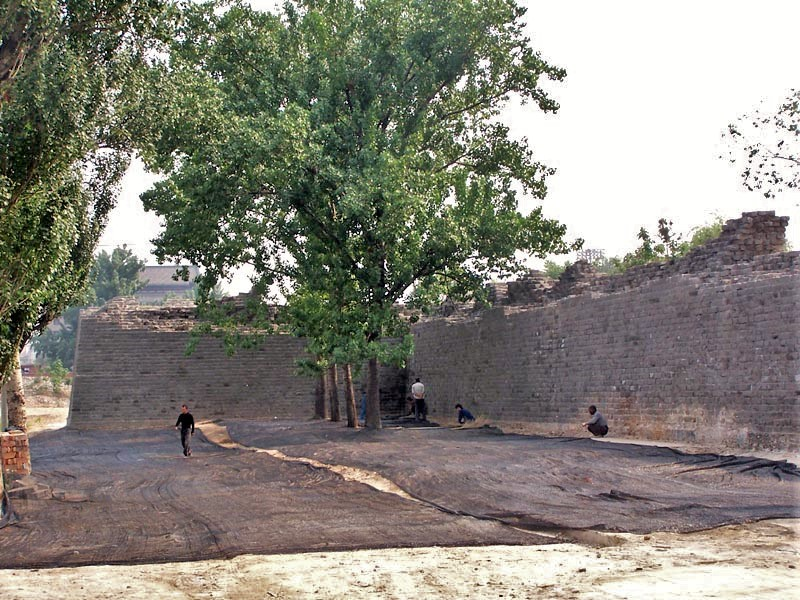
北京内城东城墙南段的敌台遗迹。自北向南拍摄，远处是内城东南角楼

2001年12月22日，全长1600余米的北京明城墙遗址东便门段整治工作全面启动，这是北京市历史上规模最大的文物保护工程。北京市文物局介绍，此次整治涉及腾退搬迁的单位26个，居民2700余户。北京明城墙遗址公园腾退工程是北京市人民政府2002年为群众拟办的60件实事之一，也位居崇文区四大工程的首位。2001年12月，崇文区开展了“为建设北京明城墙遗址公园捐款献砖”活动，住在城墙周边的不少居民都将用城墙砖兴建的房屋拆除，将城墙砖捐献。截至2002年公园对外开放时，北京明城墙遗址公园捐赠处共接受社会捐款20多万元人民币，捐砖上万块。
2002年9月29日，北京明城墙遗址公园一期工程完工，公园正式对外开放，北京市领导贾庆林、刘淇为公园揭幕。一期工程是从崇文门到内城东南角楼段。公园保留了原有的200余棵古树，并种植了以国槐为主，银杏、油松为辅的乔木，以及山桃、山杏、海棠等花木，铺种12.2公顷草坪。

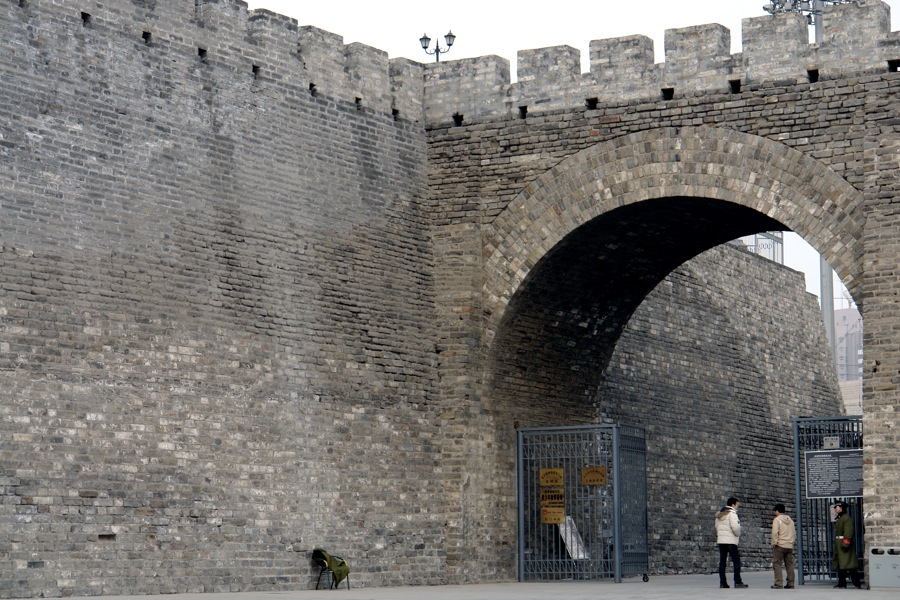
中华民国初年，1915年修建京师环城铁路，拆断了内城东南角楼附近的城墙和敌台。这是当年京师环城铁路穿过内城南城墙处的券洞，位于内城东南角楼以西

2002年12月，北京明城墙遗址公园二期工程动工。二期工程主要在内城东南角楼北侧，东起东二环，西到城墙西墙根以西20米处，南到铁路北边界线，北到北京站东街，面积3.18公顷。这里原来有北京第二开关厂等多家单位，一段长200余米的内城残墙是这些单位的后墙。2003年这些单位拆迁后，这段城墙获得修复。因有铁路穿过，所以内城东南角楼以北的城墙已无存，所以北京明城墙遗址公园一期工程和二期工程也因此被隔开。2003年二期工程完工，进一步充实了植物品种，种植乔木及灌木300多棵。2003年，该公园被评选为北京市精品公园。

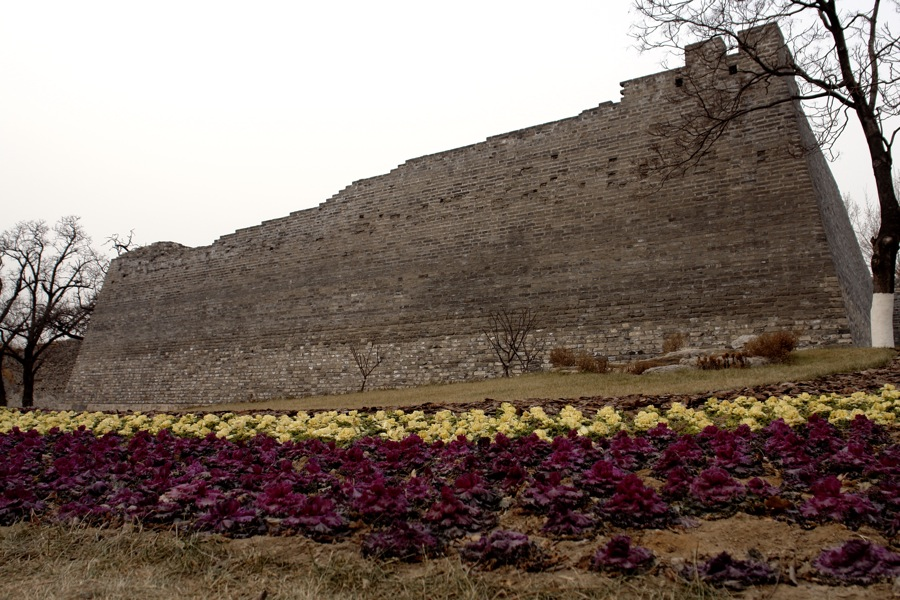
崇文门以东的一座敌台

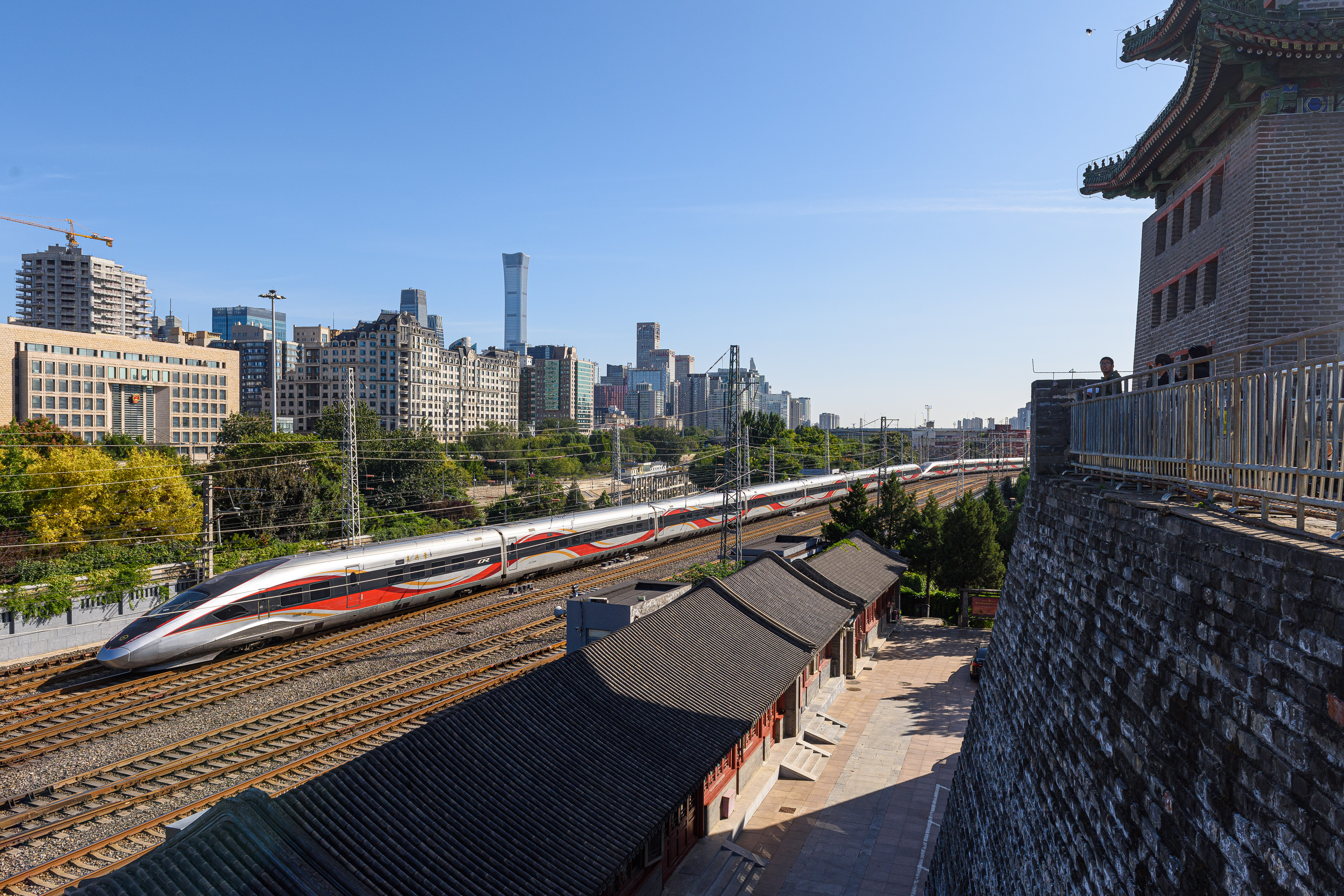
从明城墙遗址公园内的城墙上拍摄的G913次列车驶出北京站

2009年，北京明城墙遗址公园二期修缮工程完工，工程包括加固修整城墙，新建部分亭台。
北京明城墙遗址公园自西向东依次设有“老树明墙”、“残垣漫步”、“古楼新韵”、“雉堞铺翠”等景区。对城墙遗址以现状保护和排险加固为主，辅以少量补缺，从而最大程度地保存城墙现状。公园外围是200米长的带状公共绿地，根据功能可分成老北京南城根文化区、现代雕塑公园、东便门角楼市民休闲区、城楼遗址公园纪念林、北京火车站南出口及广场等五部分。

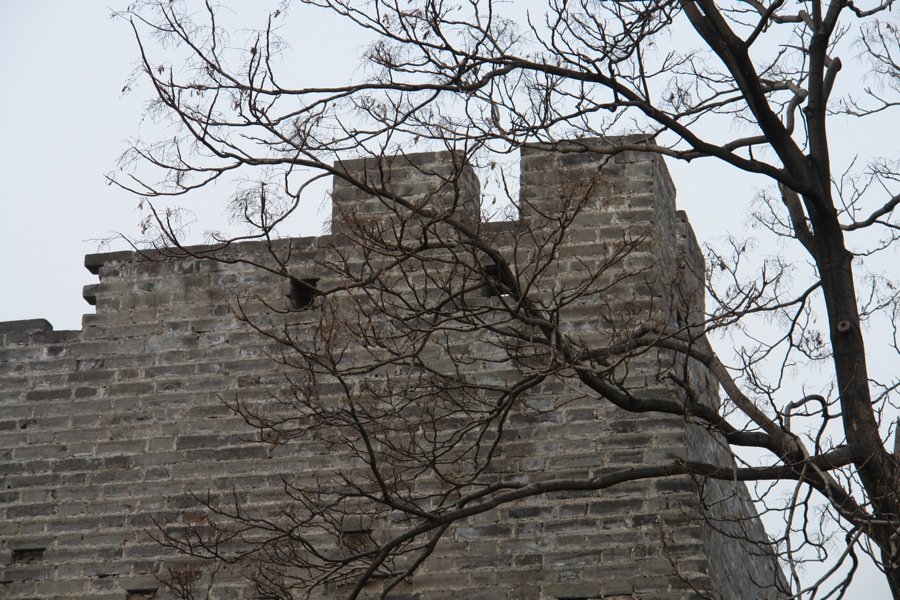
城堞，属于崇文门至内城东南角楼段
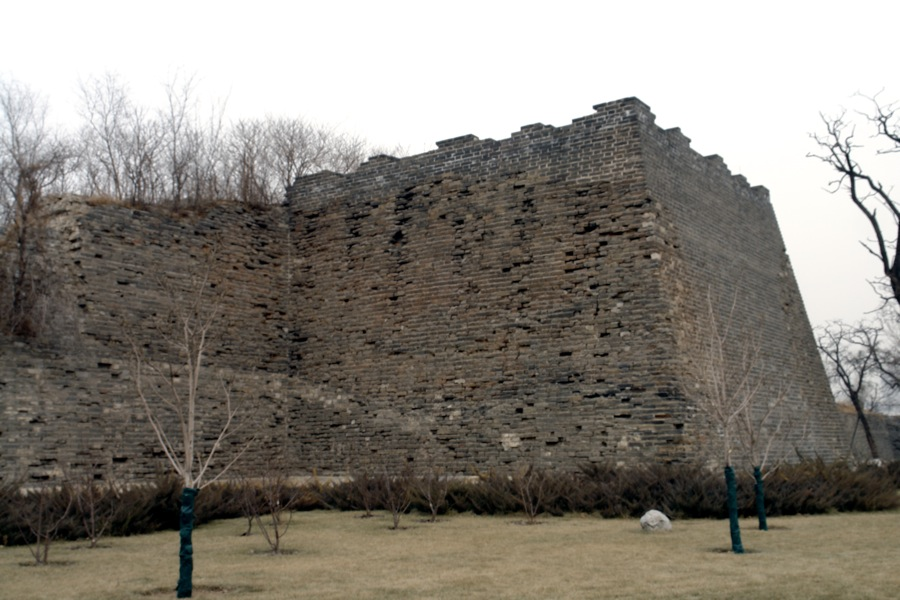
敌台，属于崇文门至内城东南角楼段
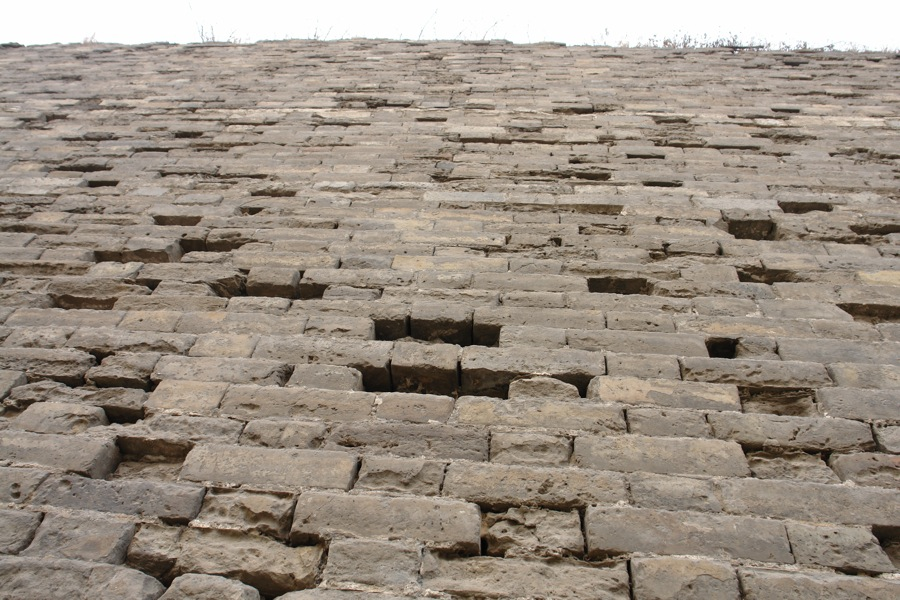
城墙，属于崇文门至内城东南角楼段
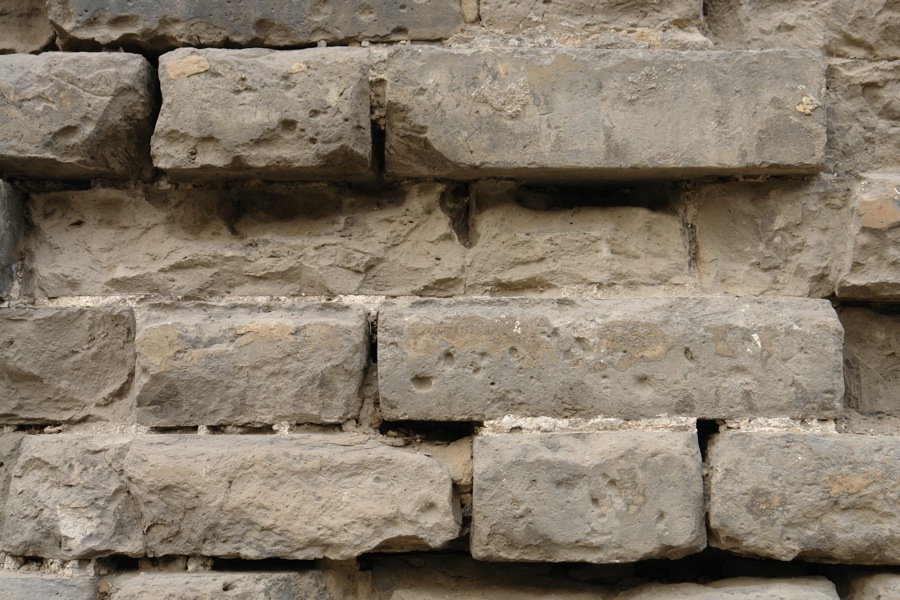
城墙，属于崇文门至内城东南角楼段

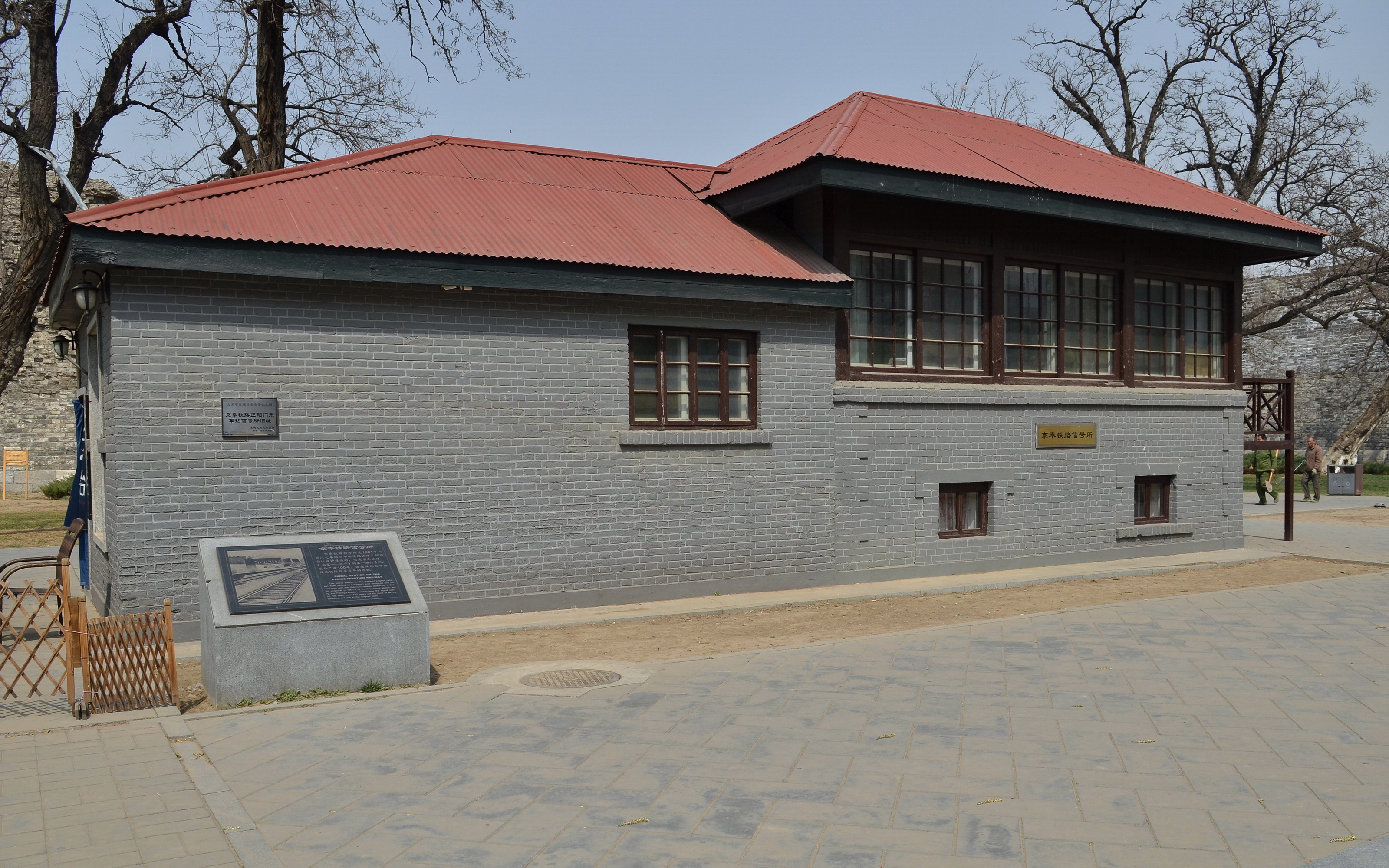
2012年的京奉铁路信号所

2002年，北京明城墙遗址公园先后在腾退拆迁和绿化工程施工中发现“东便门火车信号房”、原京奉铁路路轨及枕木。公园开放时，油饰一新的信号房（定名为“京奉铁路信号所”）连同路轨、枕木，作为公园景观向游人开放。信号房位于内城东南角楼西侧约500米处的城墙南侧，与京奉铁路正阳门东车站同为1901年兴建，是京奉铁路正阳门至东便门间2.8公里路段上东便门站的一座信号房，为砖木结构建筑，瓦楞铁板顶。